# Соколово (Никольский район)
Соколово — деревня в Никольском районе Вологодской области.
Входит в состав Краснополянского сельского поселения, с точки зрения административно-территориального деления — в Краснополянский сельсовет.
Расстояние до районного центра Никольска по автодороге — 4 км. Ближайшие населённые пункты — Аксентьево, Коныгино, Мокрецово.
По переписи 2002 года население — 53 человека (27 мужчин, 26 женщин). Всё население — русские.